# 1902 en sport
Cet article présente les faits marquants de l'année 1902 en sport.

## Automobile
- Troisième édition de la Coupe Gordon Bennett entre Paris et Vienne (Autriche) avec étape à Innsbruck (Autriche). L'Irlandais Selwyn Edge a bouclé le parcours de 990 km.

## Baseball
- Les Philadelphia Athletics enlèvent le titre de la ligue américaine.
- Les Pittsburgh Pirates remportent le championnat de la Ligue nationale.

## Cricket
- Le Yorkshire est champion d’Angleterre.
- New South Wales gagne le championnat australien, le Sheffield Shield.

## Cyclisme
- Le Français Lucien Lesna s'impose dans le Paris-Roubaix et Marseille-Paris.

## Football
- 31 mars : Wellington Town FC enlève la Coupe du Pays de Galles en s'imposant en finale à Wrexham face à Wrexham AFC, 1-0. Wellington est un club anglais du Shropshire.
- 2 avril : Hibernian FC gagne la Coupe d’Écosse en s’imposant en finale face au Celtic FC, 1-0
- 5 avril : à Glasgow, à l'occasion d'un match international Écosse-Angleterre, une tribune s'effondre. 25 morts. Article détaillé : Drame d'Ibrox.
- 13 avril : Genoa champion d’Italie.
- Les Glasgow Rangers sont champions d’Écosse.
- Sunderland AFC champion d’Angleterre.
- Linfield FC champion d'Irlande.
- 19 avril : Sheffield United et Southampton FC font match nul 1-1 en finale de la FA Cup. Finale à rejouer.
- 20 avril : FC Zürich remporte le Championnat de Suisse.
- 20 avril : le R.C. Roubaix est champion de France USFSA.
- 26 avril : Sheffield United remporte la FA Cup face à Southampton FC, 2-1.
- 15 mai : Vizcaya Bilbao remporte la première édition de la Coupe d’Espagne face au FC Barcelone, 2-1.
- Racing Bruxelles champion de Belgique.
- 12 octobre : à Vienne, l'Autriche bat la Hongrie 5-0. Il s'agit en fait d'un match intervilles opposant Vienne et Budapest. Ce match fut reclassé "international" en 1908.
- 26 octobre : Sao Paulo AC champion de l'État de Sao Paulo (Brésil).

## Football américain
- 1er janvier : première édition du Rose Bowl universitaire à Pasadena

## Golf
- Le Britannique Sandy Herd remporte le British Open
- L’Américain Laurie Auchterlonie remporte l’US Open

## Hockey sur glace
- Winnipeg Victoria remporte la Coupe Stanley.

## Joute nautique
- P. Richard (dit richardou) remporte le Grand Prix de la Saint-Louis à Cette.

## Rugby à XIII
- Broughton Rangers remporte la Challenge Cup anglaise.

## Rugby à XV
- Le Racing CF est champion de France.
- Le Durham est champion d’Angleterre des comtés.
- Fondation de l'USA Perpignan
- Fondation de la Section Paloise

## Tennis
- 12e édition du championnat de France :
  - Le Français Michel Vacherot s’impose en simple hommes.
  - La Française Adine Masson s’impose en simple femmes.
- 26e édition du Tournoi de Wimbledon :
  - Le Britannique Hugh Lawrence Doherty s’impose en simple hommes.
  - La Britannique Muriel Robb en simple femmes.
- 22e édition du championnat des États-Unis :
  - L’Américain Bill Larned s’impose en simple hommes.
  - L’Américaine Marion Jones s’impose en simple femmes.
- Les États-Unis remportent la Coupe Davis face à la Grande-Bretagne (3-2).

## Naissances
- 16 janvier : Eric Liddell, athlète écossais, champion olympique  du 400 mètres aux Jeux de Paris en 1924, puis joueur de rugby à XV qui a joué avec l'équipe d'Écosse, au poste de trois quart aile. († 21 février 1945).
- 22 janvier : Daniel Kinsey, athlète américain, champion olympique du 110 m haies aux Jeux de Paris en 1924. († 27 juin 1970).
- 20 février : Charles Pélissier, cycliste français
- 25 février : Virginio Rosetta, footballeur italien, champion du monde en 1934. († 31 mars 1975).
- 27 février : Gene Sarazen, golfeur américain
- 17 mars : Bobby Jones, golfeur américain, surnommé le « Mozart du golf ». († 18 décembre 1971).
- 15 avril : Paul Broccardo, cycliste français
- 14 juin : Eugène Ribère, joueur de rugby à XV français, international au poste de troisième ligne aile de 1924 à 1933. († 22 mars 1988).
- 9 juillet : Ricardo Montero, cycliste espagnol
- 10 août : Roger Triviaux, joueur français de rugby à XV. († 7 décembre 1964).
- 11 août : Alfredo Binda, cycliste italien
- 10 octobre : Learco Guerra, coureur cycliste italien, champion du monde en 1931. († 7 février 1963).
- 29 décembre : Nels Stewart, joueur canadien de hockey sur glace. († 21 août 1957).